# Bătălia de la Alesia
Bătălia de la Alesia a avut loc în septembrie 52 î.Hr., între o armatǎ galicǎ condusǎ de Vercingetorix pe de-o parte și armata romană condusǎ de Iulius Cezar. După ce a fost numit guvernator al provinciei romane Gallia Narbonensis (astăzi Provența) în 58 î.Hr., Iulius Cezar a pornit să cucerească triburile galice în anii următori, menținând controlul printr-o strategie atentă „dezbină și conduce”. S-a folosit de discordia din sânul elitelor galice, arătându-se binevoitor cu unii nobili față de ceilalți, oferindu-le sprijin politic și delicii romane precum vinul. Tentativele de răscoală, precum cea a lui Ambiorix din 54 î.Hr., nu au obținut decât sprijin local, dar Vercingetorix, al cărui tată, Celtillus fusese ucis de proprii săi conaționali pentru încercarea de a conduce întreaga Galie, a reușit să unească triburile galice împotriva romanilor și a adoptat tehnici mai moderne de război.
Răscoala pe care Vercingetorix a ajuns să o conducă, a pornit la începutul anului 52 î.Hr., în timp ce Cezar aduna trupe în Galia Cisalpină. Vercingetorix, un tânăr nobil din Gergovia, oraș din provincia Arveni, și-a ridicat supușii ca să se alăture răscoalei, dar nobilii orașului, inclusiv Gobanitio, unchiul lui Vercingetorix, i-au izgonit pe el și pe adepții săi, considerând că a opune rezistență lui Cezar era un risc prea mare. Neclintit, Vercingetorix a ridicat o armată a celor săraci, a cucerit Gergovia și a fost întâmpinat ca rege. Vercingetorix și armata lui au câștigat câteva conflicte inițiale minore cu unitățile romane conduse de Cezar și Titus Labienus, prim-locotenent. Cu toate acestea, romanii au cucerit capitala de trib de la Avaricum (Bourges), omorând întreaga populație de 120.000 de oameni. Următoarea bătălie importantă a fost cea de la Gergovia, unde Vercingetorix l-a învins pe Cezar, provocându-i pierderi majore. Victoria însă l-a costat pe Vercingetorix viețile multor oameni, inclusiv mulți nobili. Din cauza pierderilor, s-a retras, mutându-se în altă fortăreață, Alesia.

## Asediul Gergoviei

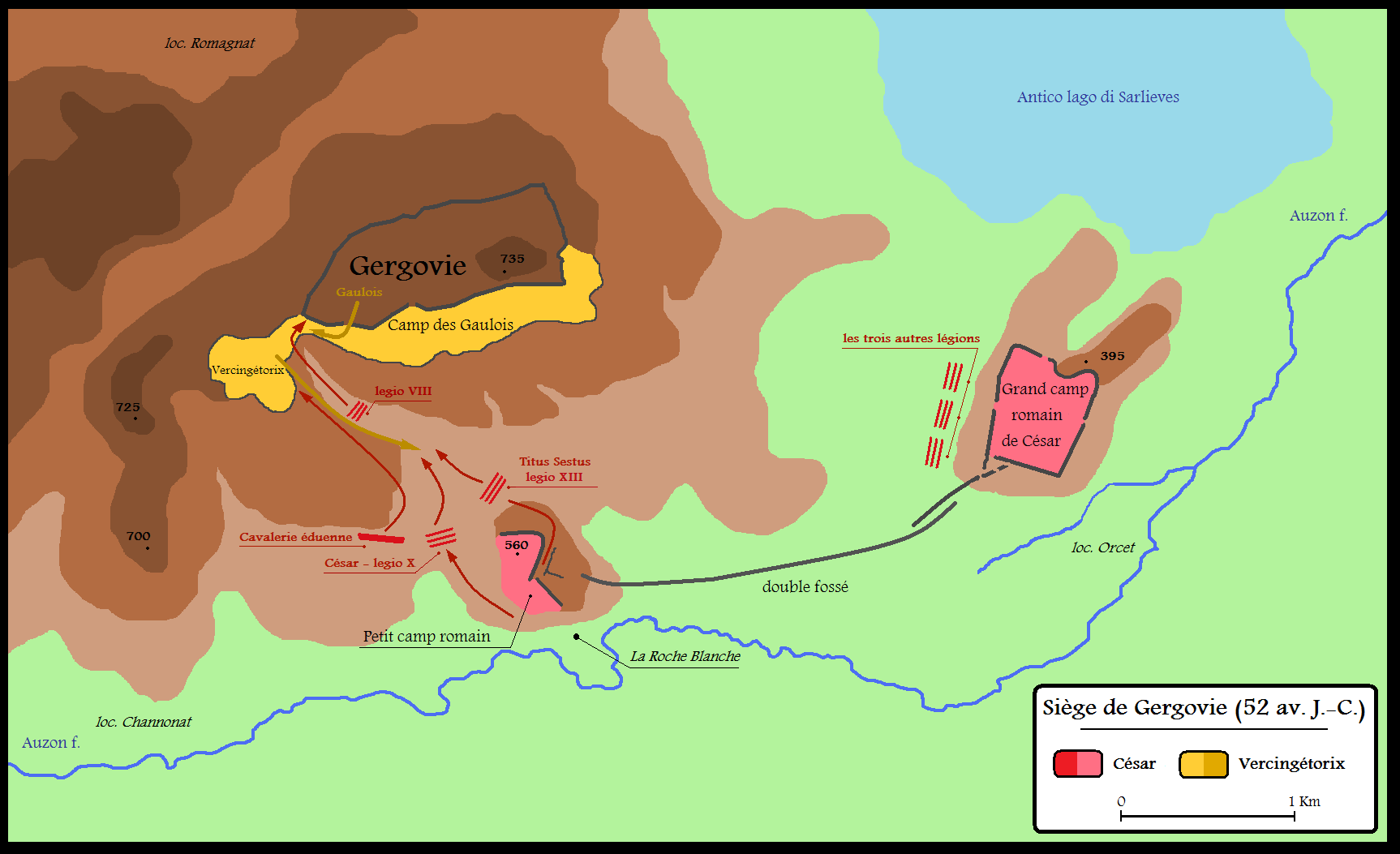
Asediul de la Gergovia

Vercingetorix a ajuns la Gergovia înaintea lui Cezar si si-a instalat tabara acolo. Cezar observase ca atacul frontal era prea riscant din cauza terenului muntos,asa ca a hotarat o tactica de asediu,ordonand saparea unei transee duble cu intentia de-a incercui Gergovia si a-i obliga pe gali sa se predea prin infometare.Planul nu a reusit cand au sosit aliatii galilor de incredere,aeduii,care odinioara erau aliati cu romanii,i-au tradat.Lucrarile au fost intrerupte,insa Cezar,printr-o lupta apriga,i-a invins.
A folosit o legiune ca momeala ca sa-l atraga pe Vercingetorix in afara inaltimilor,dar Vercingetorix,foarte suspicios,a ignorat-o.Legiunea,fiind la departate ca sa mai poata primi semnalul de retragere pentru asaltul principal,Cezar a avut parte de pierderi serioase (700 morti si 6000 de raniti),iar asediul a esuat.

## Asaltul

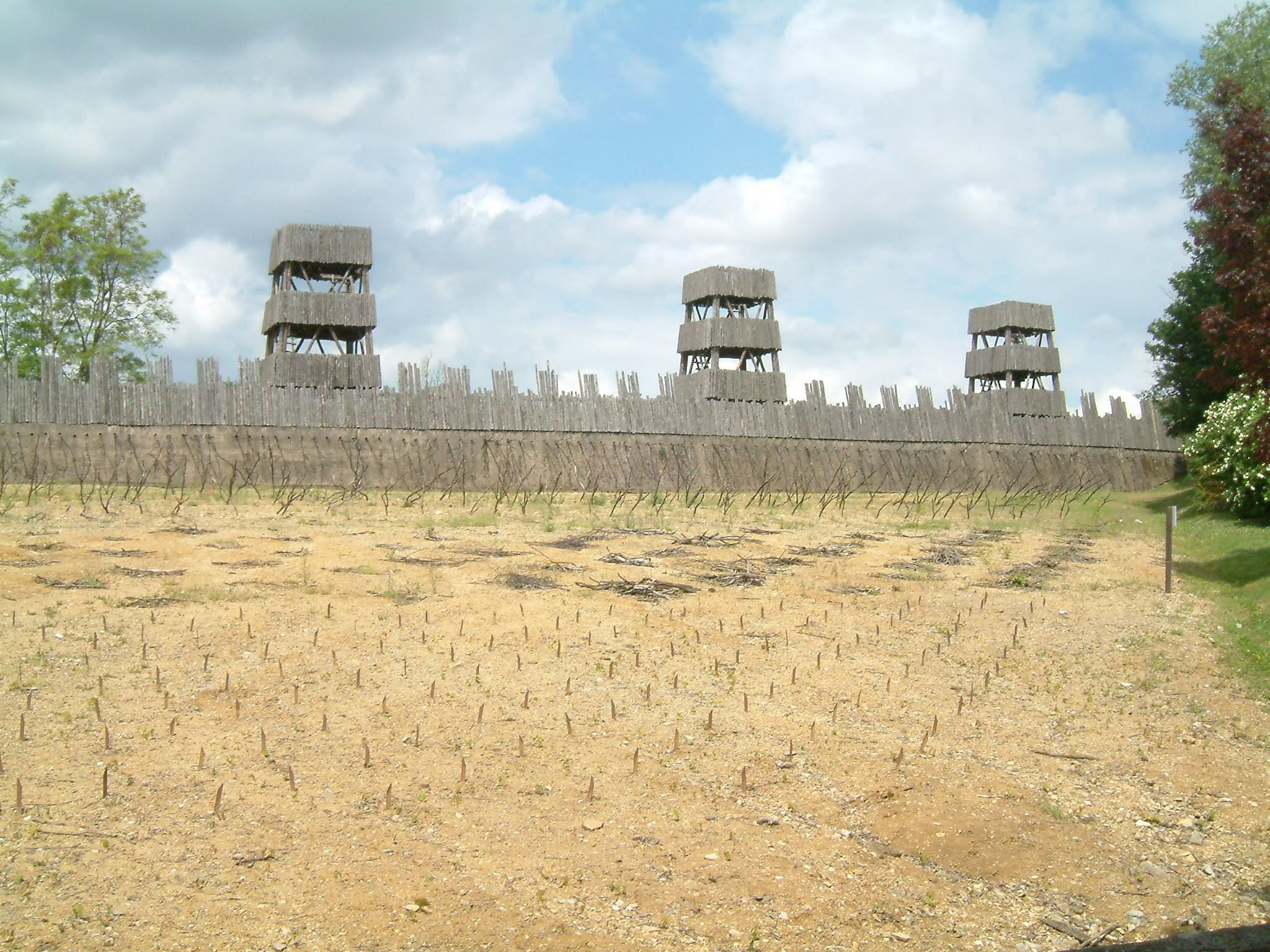
Turnuri de asediu romane la zidurile fortaretiei Alesia

Cezar a inaintat catre fortul Alesia,opidumul tribului mandibilor in septembrie 52 i.Hr.Cand armata romana a sosit acolo,Cezar a ordonat construirea masinariilor de asediu.Galii i-au atacat pe romani in timp ce incepeau lucrarile,urmand o lupta apriga.Romanii erau in inferioritate,astfel,Cezar si-a trimis aliatii germanici pe cai.Galii au fost macelariti,iar cei care au supravietuit,au fugit in retragere,fiind urmariti pe toata distanta pana la fort.
Galii erau blocati in fortareata.Ramaneau fara hrana.Vercingetorix a trimis o expeditie dupa provizii si a convocat un consiliu.
Vestile bune au inceput sa apara: Aeduii se indreptau catre el nu doar cu provizii,ci si cu 8000 de calareti si 240.000 de infanteristi.
Au urmat mari festivitati la sosisrea aeduilor.Dar din cauza lucrarilor de asediu ale lui Cezar fortele venite in ajutor nu au putut ajunge.
Galii au iesit din nou din fortareata si s-au luptat cateva ore,pana cand Cezar si-a trimis cavaleria germanica.
Cezar pregatise si capcane ascunse in iarba.
Batalia se sfarsise la apusul soarelui.Galii au fost nevoiti sa faca acelasi lucru iarasi,dar fara niciun rezultat.
Romanii si galii se aflau la limita epuizarii.Galii din fortareata erau disperati si erau infometati.Vercingetorix a fost nevoit sa scoata  femeile si copii din fortareata implorand fortelor romane sa-i crute.
Dar in afara fortaretii se afla un zid roman deja construit.Legiunile romane le blocasera drumurile de acces si nu acceptau aceasta conditie.
Copii si femeile galilor,cand s-au intors inapoi in fortareata,galii le-au blocat accesul.Femeile si copii erau intr-o situatie disperata,devenind victime colaterale.Insa,in cele din urma,Vercingetorix le-a permis sa se intoarca.
Cezar insusi a condus un atac cu soldati odihniti,producand pierderi serioase galilor.Aeduii,cand au auzit ca Cezar biruise,au plecat spre satele lor.
Vercingetorix a convocat ultimul consiliu.Era dispus sa se predea.Le-a spus ca a luptat pentru libertatea Galiei,nu pentru sine.

## Consecințe

Cezar si Vercingetorix

Căderea Alesiei si capturarea lui Vercingetorix a marcat cucerirea romana a Galiei Libere.
Legenda spune că Vercingetorix s-a predat într-o manieră impunătoare, se pare că a ieșit din Alesia și a făcut înconjurul taberei lui Cezar călare înainte de a-și arunca armele la pământ la picioarele lui, dându-și jos armura și îngenunchiind în fața lui Cezar cu un gest extravagant. 
A stat în închisoarea de la Tullianum din Roma cinci ani, înainte de a fi expus public la parada triumfală a lui Cezar din anul 46 î.C. A fost executat după paradă, probabil prin strangulare în inchisoare, așa cum pretinde tradiția.

## Tactici

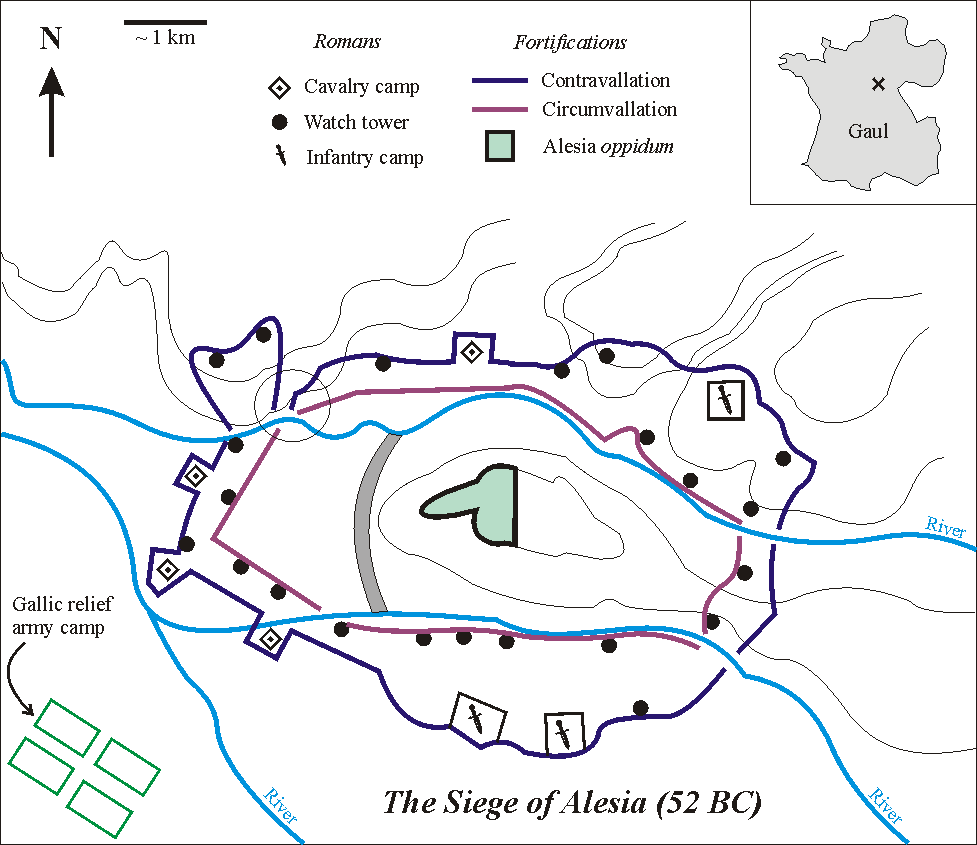
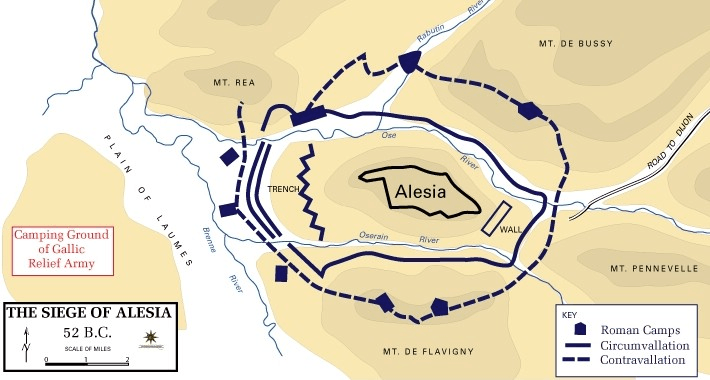